# برمک اکرم
برمک اکرم کارگردان و مستندساز اهل افغانستان، در سال ۱۳۴۵ در شهر کابل زاده شد. اما اکنون وی در شهر پاریس ساکن است.

## آثار
برمک اکرم فیلم‌های زیادی ساخته است که از میان آنها به موارد زیر می‌توان اشاره نمود:
- بچه کابل
- وژمه، غزل نامه عشق افغانی - «برنده جایزه بهترین فیلمنامه در بخش سینمای جهانی در جشنواره فیلم ساندنس در سال ۲۰۱۳- نماینده افغانستان در اسکار سال ۲۰۱۳»